# Эрисмтавари
Эрисмтавари (груз. ერისმთავარი, букв. «глава народа») — титул правителей в Грузии после упразднения царской власти в Иберии приблизительно в 550 году до восстановления монархии в 888 году.